# Günther Kumpitsch
Günther Kumpitsch (geboren 7. Juli 1960 in Eibiswald) ist ein österreichischer Politiker (FPÖ) und Polizeijurist. Kumpitsch war von Juni 2015 bis Oktober 2019 Abgeordneter zum österreichischen Nationalrat.

## Ausbildung und Beruf
Günther Kumpitsch wurde am 7. Juli 1960 in Eibiswald im steirischen Bezirk Deutschlandsberg geboren. Er besuchte die Volks- und Hauptschule in Wies und anschließend das Realgymnasium Deutschlandsberg. Nach dem Absolvieren der Pflichtschulzeit war er von 1975 bis 1979 Werkzeugmacher-Lehrling. Im Jahr 1979 wurde Kumpitsch schließlich Gendarmeriebeamter, wobei er zunächst direkt nach seiner Ausbildungszeit an den Gendarmerieposten Oberort-Tragöß versetzt wurde. Eineinhalb Jahre später wurde er zum Gendarmerieposten Feldkirchen bei Graz, zu dem auch der Flughafen Graz gehört, versetzt. Nur ein Jahr später ließ er sich zur Landesverkehrsabteilung beim Landesgendarmeriekommando Steiermark in Graz versetzen.
Ab 1983 holte Günther Kumpitsch im Rahmen der Berufsreifeprüfung seine Matura nach. Anschließend daran begann er zunächst die Ausbildung zum Polizeioffizier und schließlich das Studium der Rechtswissenschaften an der Universität Graz, welches er mit der Sponsion zum Magister iuris (Mag.iur.) erfolgreich absolvierte. Er nahm in weiterer Folge nach der Gerichtspraxis eine Planstelle der Bundespolizeidirektion Wien an. Später wechselte er zurück in die Steiermark ins Strafamt der Bundespolizeidirektion Graz, wo er 17 Dienstjahre absolvierte. Am 1. Jänner 2012 wurde Kumpitsch schließlich juristischer Hauptsachbearbeiter im Landeskriminalamt der Landespolizeidirektion Steiermark. Nebenberuflich arbeitet Günther Kumpitsch außerdem seit 1995 als Fahrprüfer.

## Politischer Werdegang
Erstmals für ein politisches Wahlamt kandidierte Günther Kumpitsch am 26. November 2009, als er im Rahmen der Personalvertretungwahlen auf seiner damaligen Dienststelle, dem Strafamt der Bundespolizeidirektion Graz für die Aktionsgemeinschaft Unabhängiger und Freiheitlicher (AUF) kandidierte und mit knapp 30 % der Stimmen ein Mandat im Dienststellenausschuss erlangte. Auch bei der darauf folgenden Gemeinderatswahl kandidierte Kumpitsch in seiner Heimatgemeinde Attendorf für die FPÖ. Er zog nach der Wahl als einziger FPÖ-Mandatar in den Attendorfer Gemeinderat ein. Bei der Gemeinderatswahl 2015 wurde Kumpitsch erneut in den Gemeinderat und zum Vizebürgermeister der nunmehr Hitzendorf heißenden Gemeinde gewählt. Er ist seit 2013 Bezirksparteiobmann-Stellvertreter der FPÖ im Bezirk Graz-Umgebung und war Ortsparteiobmann der FPÖ Hitzendorf von 2014 bis 2024. Seit 2024 ist Marc Peitler Ortsparteiobmann der FPÖ Hitzendorf. 
Nachdem Günther Kumpitsch auch bei der Landtagswahl 2010 für ein Mandat kandidiert hatte, wurde er von der FPÖ bei der Nationalratswahl 2013 im Regionalwahlkreis Graz und Umgebung auf Listenplatz drei aufgestellt. Im Landeswahlkreis Steiermark kandidierte er auf Platz 14 der FPÖ-Liste. Bei der Landtagswahl in der Steiermark 2015 wurde der bisherige Mandatsinhaber des Regionalwahlkreises Graz und Umgebung, FPÖ-Spitzenkandidat Mario Kunasek, in den Landtag gewählt, womit sein Mandat im Nationalrat frei wurde. Auf dieses freigewordene Mandat rückte Günther Kumpitsch schließlich mit der Angelobung am 17. Juni 2015 als Nationalratsabgeordneter nach. Bei der Nationalratswahl 2017 kandidierte Kumpitsch auf Platz zwei der FPÖ-Liste für den Regionalwahlkreis Graz und Umgebung. Nachdem die FPÖ in diesem Wahlkreis mit 23,7 % zwei Grundmandate erreichen konnte, zog Günther Kumpitsch am 9. November 2017 über dieses Mandat erneut in den Nationalrat ein. Nach der Nationalratswahl 2019 schied er aus dem Nationalrat aus.

## Privates
Günther Kumpitsch ist verheiratet und Vater von vier Kindern und eines Stiefsohnes. Er lebt mit seiner Familie in Hitzendorf bei Graz und arbeitet hauptberuflich als Polizeijurist im Landeskriminalamt Steiermark. Im Rahmen seiner dienstlichen Tätigkeit trägt er den Amtstitel Hofrat. Am 15. Dezember 2004 wurde Günther Kumpitsch das Goldene Ehrenzeichen für Verdienste um die Republik Österreich verliehen. 2020 erhielt er das Große Ehrenzeichen des Landes Steiermark.